# Gagea chrysantha
Il cipollaccio della Ficuzza (Gagea chrysantha (Jan) Schult. & Schult.f., 1829) è una pianta erbacea bulbosa della famiglia delle Liliacee, endemica della Sicilia.

## Distribuzione e habitat
La specie è endemica del bosco della Ficuzza, nella Sicilia occidentale.

## Conservazione
La Lista rossa IUCN classifica Gagea chrysantha come specie vulnerabile.